# Виноградов, Виталий Борисович
Виталий Борисович Виноградов (5 апреля 1938 года, Грозный, Чечено-Ингушская АССР, РСФСР, СССР — 12 сентября 2012 года, Армавир, Краснодарский край, Россия) — советский и российский кавказовед, археолог, доктор исторических наук, крупный организатор науки, Заслуженный деятель науки Чечено-Ингушской АССР (1978), Заслуженный деятель науки РСФСР (1982), Заслуженный деятель науки Кубани, член Союза журналистов России.

## Биография
Родители Виноградова были педагогами. Отец Борис Степанович Виноградов был литературоведом.
В 1961 году В. Б. Виноградов окончил Московский государственный университет. Но ещё до окончания университета, в 1958 году им были опубликованы первые научные труды. Вернувшись в Грозный, начал работать в Чечено-Ингушском научно-исследовательском институте истории, языка и литературы (ЧИНИИИЯЛ). Вскоре он стал руководителем сектора археологии и этнографии. В 1963 году он опубликовал монографию «Сарматы Северо-Восточного Кавказа», ставшую классикой отечественной школы сарматоведения. Через год он защитил её в качестве кандидатской диссертации по отечественной истории на историческом факультете МГУ.
Тогда же Виноградов стал преподавателем Чечено-ингушского педагогического института. В 1963 году им был создан археолого-краеведческий кружок, ставший впоследствии новой научной школой. В 1967 году он стал доцентом кафедры истории СССР.
В 1973 году Виноградов перешёл на работу в Чечено-ингушский государственный университет (ЧИГУ). В том же году он защитил докторскую диссертацию по монографии «Центральный и Северо-Восточный Кавказ в скифское время». В 1975 году он стал профессором кафедры кафедры всеобщей истории ЧИГУ, а в 1982—1987 годах — руководителем этой кафедры. В 1987 году он стал заведующим вновь созданной межвузовской кафедры истории народов Северного Кавказа.
В 1960—1970-х годах по его инициативе начали издаваться серии научных публикаций (Археолого-этнографические сборники ЧИНИИИЯЛ, серия «Археология и вопросы (атеизма, этнической истории, хозяйственно-экономической истории)» и др.), ответственным редактором которых он стал. Виноградов также был первым издателем тезисов «Крупновских чтений» по археологии Кавказа, ответственным редактором многих изданий по истории русско-северокавказских отношений, большого количества сборников тезисов и материалов научных конференций. Им были написаны несколько глав первого тома «Истории народов Северного Кавказа». Также он принял живое участие в написании первого тома «Очерков истории Чечено-Ингушской АССР», первого тома «Истории Северо-Осетинской АССР с древнейших времен и до наших дней» и других.
Виноградов участвовал в раскопках сотен археологических памятников региона. Им было опубликовано более 1350 научных, научно-популярных и научно-методических работ, из которых свыше 30 книг и монографий. Его труды были опубликованы на 15 языках народов СССР и России, практически во всех центральных исторических изданиях Академии наук СССР и Российской академии наук. Целый ряд его работ был опубликован за рубежом — в Великобритании, Венгрии, Германии, Польше, Японии. Некоторые его работы получили широкую известность как внутри страны, так и за границей. К началу 1980-х годов Виноградов стал фактическим лидером большой интернациональной школы кавказоведения, известной как в СССР, так и за рубежом. Рецензии на его работы были опубликованы в Берлине, Варшаве и Риме.
Интенсивная научная деятельность сказалась на его здоровье: он перенёс четыре операции. В 1982 году он попал в автомобильную аварию, в которой едва не погиб.
Рост сепаратизма в Чечено-Ингушетии вынудил Виноградова покинуть республику и в 1992 году он стал профессором кафедры отечественной истории Армавирского государственного педагогического института (АГПИ). Благодаря его стараниям, многие его коллеги и ученики получили работу в том же вузе. В 1993 году он возглавил вновь созданную кафедру всеобщей истории АГПИ. В 1998 году он создал кафедру регионоведения и специальных исторических дисциплин, которая стала главной базой деятельности кавказской научной школы.
На новом месте Виноградов снова начал вовлекать молодёжь к научному процессу. Под его руководством работал первый на историческом факультете студенческий регионоведческий кружок.
В Армавире Виноградов организовал издание научных, научно-пропагандистских и научно-просветительских сериалов «Региональный компонент в образовании», «Практические опыты исторического регионоведения» (первые 15 выпусков), «Российские исследователи Кавказа. Био-библиографические очерки. История. Археология. Этнография» (первые 17 выпусков), «Северо-кавказские историки-краеведы. Био-библиографические очерки» (первые 4 выпуска) и других. Им был организован целый ряд вузовских, республиканских и региональных северокавказских научных конференций. Виноградов создал и возглавил Кубанское отделение «Русского исторического общества».

## Научная деятельность
В. Б. Виноградов проявил себя как знаток этнографии и фольклора горских народов. Он изучал связи между адыгами, ногайцами, осетинами, вайнахами, народами Дагестана и Грузией в раннем и позднем средневековье. Он одним из первых занялся исследованием нумизматических древностей региона. В сфере его интересов оказались также вопросы эволюции социальных отношений на Кавказе и генезиса местных религиозных верований. Его интересовали также вопросы топонимики, эпиграфики, генеалогии. После переезда на Кубань он плодотворно занимался этносоциокультурной историей народов этого региона. Здесь же он начал обращаться к вопросам освоения фонда живописных источников. Виноградов много и плодотворно занималя вопросами русско-северокавказских отношений.
В 1960-е годы Виноградов разрабатывал тему археологии раннежелезного века. К тому же времени относится начало его интереса к истории России в северокавказском контексте. В соавторстве со своей ученицей Т. С. Магомадовой им были опубликованы статьи в столичных академических журналах, в которых, в частности, рассматривалась роль видных вайнахских политиков, таких, как, например, Ших-мурза Окоцкий, в установлении связей некоторых чеченских обществ с Московским государством, устанавливалась локализация государевых городов и острогов и расселения гребенских казаков. Виноградовым был сделан вывод о постоянном славянском-русском-российском присутствии на Северном Кавказе. Также им был подготовлен ряд специалистов по истории северокавказского казачества.
Виноградов является автором концепции «добровольного вхождения Чечено-Ингушетии в состав России». Он считал понятие «Кавказская война» хронологически и содержательно аморфным и предлагал использовать вместо него такие термины, как «интеграция» и «формирование государственного единства». Эта концепция была востребована тогдашним руководством Чечено-Ингушетии во главе с первым секретарём Чечено-Ингушского обкома КПСС А. В. Власовым для укрепления государственности и усиления интернационального воспитания, одобрена академическим Институтом истории СССР и объявлена единственно верной. Позднее Виноградов писал, что его идея была политизирована и абсолютизирована. В период перестройки эта концепция была отвергнута большинством историков.
В 1992 году Виноградовым была предложена оригинальная периодизация всемирной истории на базе событийно-интеграционных принципов. Методологической базой этого подхода стал синтез формационного и цивилизационного подходов. В 2010 году эта периодизация была представлена в журнале «Научная мысль Кавказа».

## Награды и звания[1]
- Заслуженный деятель науки Чечено-Ингушской АССР (1978)[1];
- Заслуженный деятель науки РСФСР (1982)[1];
- Заслуженный деятель науки Кубани[1];
- медаль «За мир и гуманизм на Кавказе» (Центр Кавказских исследований МГИМО, МИД России, Кавказская Академия, Российский Лермонтовский комитет)[1];
- медаль «За службу на Северном Кавказе» (Всероссийский Союз общественных объединений ветеранов десантных войск)[1];
- орден «За веру и верность» (ФСК России)[1];
- медаль «Гордость науки Кубани»[2];
- медаль «В память 190-летия со дня рождения великого поэта, патриота и воина М. Ю. Лермонтова»[2];
- медаль «За заслуги в науке и образовании»[2].

## Семья
У Виноградова было два сына и дочь. Один из его сыновей стал профессором истории, а второй — депутатом Армавирской думы.